# Lucien E. Blackwell

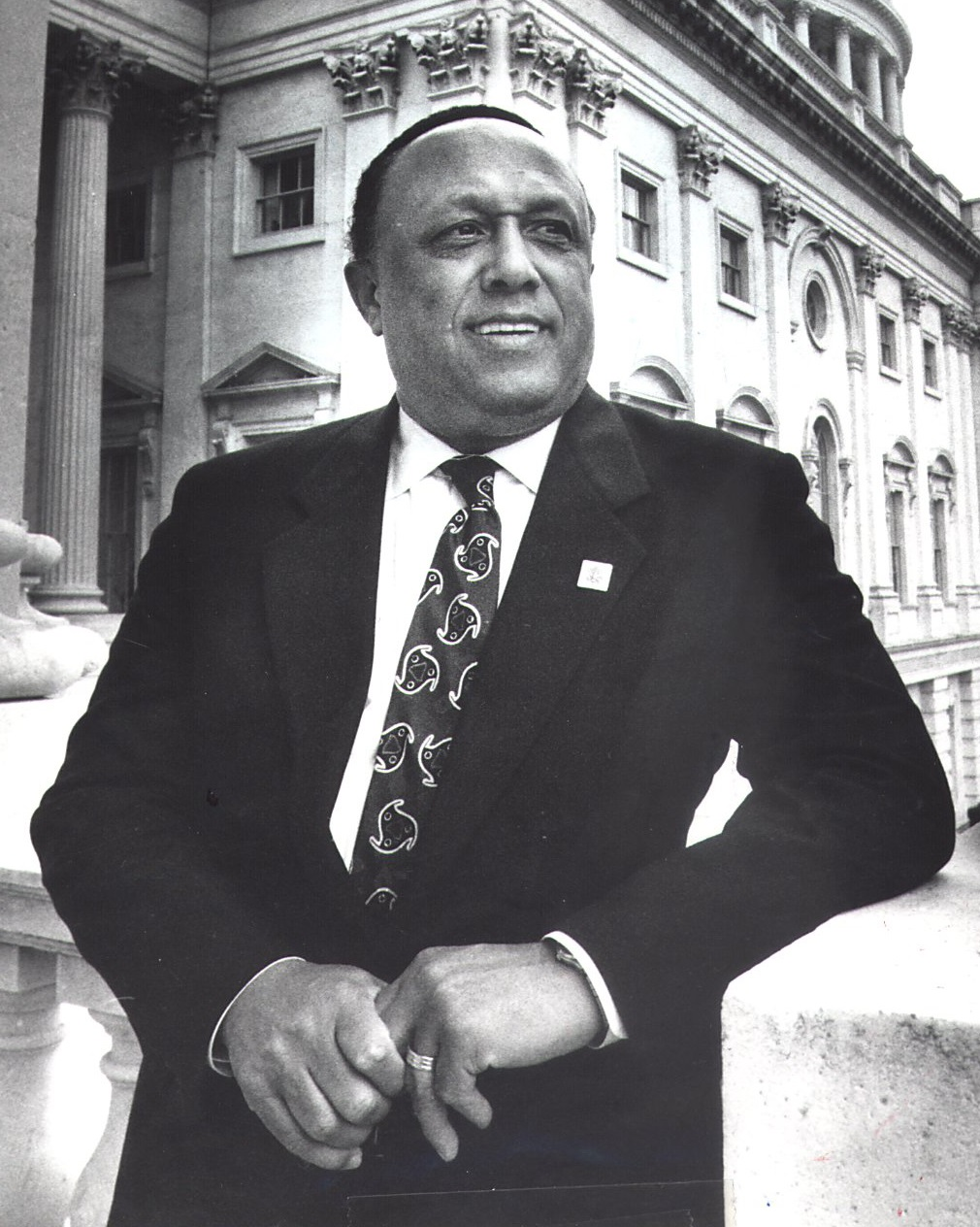
Lucien E. Blackwell

Lucien Edward Blackwell (* 1. August 1931 in Whitsett, Fayette County, Pennsylvania; † 24. Januar 2003 in Philadelphia, Pennsylvania) war ein US-amerikanischer Politiker. Zwischen 1991 und 1995 vertrat er den Bundesstaat Pennsylvania im US-Repräsentantenhaus.

## Werdegang
Lucien Blackwell besuchte die öffentlichen Schulen seiner Heimat und diente danach in den Jahren 1953 und 1954 in der US Army. Von 1973 bis 1991 war er regionaler Präsident der International Longshoremen’s Association. Politisch schloss er sich der Demokratischen Partei an. Zwischen 1973 und 1975 saß er als Abgeordneter im Repräsentantenhaus von Pennsylvania. Von 1974 bis 1991 gehörte er dem Stadtrat von Philadelphia an. In den Jahren 1979 und 1991 bewarb er sich erfolglos um das Amt des Bürgermeisters von Philadelphia, wobei er 1991 schon in den Vorwahlen scheiterte.
Nach dem Rücktritt des Abgeordneten William H. Gray wurde Blackwell bei der fälligen Nachwahl für den zweiten Sitz von Pennsylvania als dessen Nachfolger in das US-Repräsentantenhaus in Washington, D.C. gewählt, wo er am 5. November 1991 sein neues Mandat antrat. Nach einer Wiederwahl konnte er bis zum 3. Januar 1995 im Kongress verbleiben. Im Jahr 1994 wurde er von seiner Partei nicht mehr zur Wiederwahl nominiert.
Nach dem Ende seiner Zeit im US-Repräsentantenhaus betätigte sich Lucien Blackwell als Lobbyist. Er starb am 24. Januar 2003 in Philadelphia.